# Alfa Romeo Issima
L'Alfa Romeo Issima è una concept car realizzata dall'Alfa Romeo nel 1996.

## Sviluppo
La realizzazione della vettura venne affidata al designer svizzero Franco Sbarro, il quale ebbe la commissione di realizzare una nuova roadster ad alte prestazioni dal Centro Stile Alfa.  Il nome del mezzo deriva dal fatto che dovesse essere un'autovettura superlativa.

## Tecnica
La Issima impiegava come unità propulsiva due motori sei cilindri 3.0 accoppiati per formare un unico V12 da 500 cv di potenza gestito da un cambio manuale. Il telaio era del tipo Dual Frame ed era avvolto in una carrozzeria modellata ispirandosi alle vetture sportive anni '50. I cerchi da 19" erano forniti dall'Antera.